# John Tyler Rich

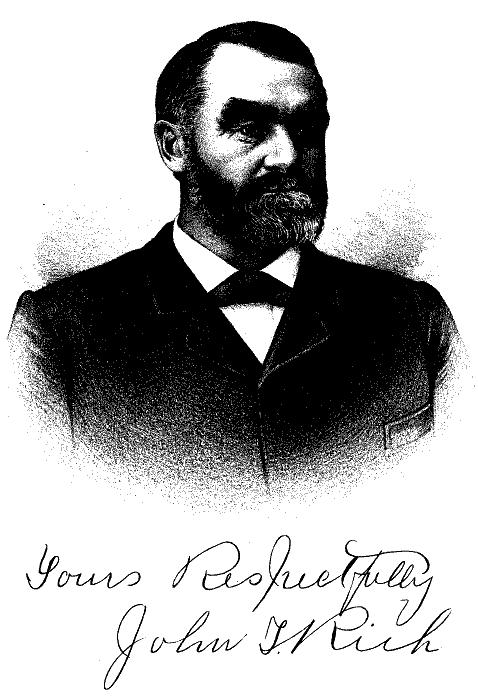
John Tyler Rich

John Tyler Rich (* 23. April 1841 in Conneautville, Crawford County, Pennsylvania; † 28. März 1926 in Saint Petersburg, Florida) war ein US-amerikanischer Politiker und von 1893 bis 1897 der 23. Gouverneur des Bundesstaates Michigan.

## Frühe Jahre und politischer Aufstieg
John Tyler Rich wurde nach dem kurz vor seiner Geburt ins Amt gekommenen US-Präsidenten John Tyler benannt. Über Vermont gelangte die Familie im Jahr 1848 nach Elba in Michigan. Der junge John besuchte dort die örtlichen Schulen. Nach der Schule wurde er in der Landwirtschaft tätig.
Rich war Mitglied der Republikanischen Partei. Sein politischer Aufstieg begann im Jahr 1869 mit seiner Wahl in den Kreisrat im Lapeer County. Dieses Mandat behielt er bis 1872. Zwischen 1873 und 1881 war er Abgeordneter im Repräsentantenhaus von Michigan; während der letzten beiden Jahre war er Präsident dieses Gremiums. Anfang 1881 war er für kurze Zeit Mitglied des Staatssenats, ehe er im April 1881 in das US-Repräsentantenhaus in Washington einzog. Dort musste er die Amtszeit des zurückgetretenen Omar D. Conger beenden. Bis zum 3. März 1883 blieb er im Kongress. Zwischen 1887 und 1891 war John Rich Eisenbahnbeauftragter (Railroad Commissioner) der Regierung von Michigan. In den Jahren 1884 und 1892 nahm er als Delegierter an den Republican National Conventions teil.

## Gouverneur von Michigan
Im Jahr 1892 wurde Rich als Kandidat seiner Partei zum neuen Gouverneur gewählt. Nach einer Wiederwahl im Jahr 1894 konnte er bis zum 1. Januar 1897 amtieren. In dieser Zeit musste er sich mit einem Streik der Eisenbahner und einem anderen Streik der Bergleute einer Eisenmine auseinandersetzen. Damals mussten auch drei Mitarbeiter der Wahlkommission wegen Wahlbetrugs bei einer Abstimmung über eine Gehaltserhöhung entlassen werden.
Nach dem Ende seiner Gouverneurszeit blieb John Rich politisch aktiv. Zwischen 1898 und 1906 war er Leiter der Bundeszollbehörde in Detroit. Zwischen Januar 1908 und Januar 1909 amtierte er als Finanzminister von Michigan (State Treasurer). Zwischen 1908 und 1913 leitete er die Zollbehörde in Port Huron. John Rich starb im März 1926. Er war mit Lucretia Winship verheiratet.